# Біле перо

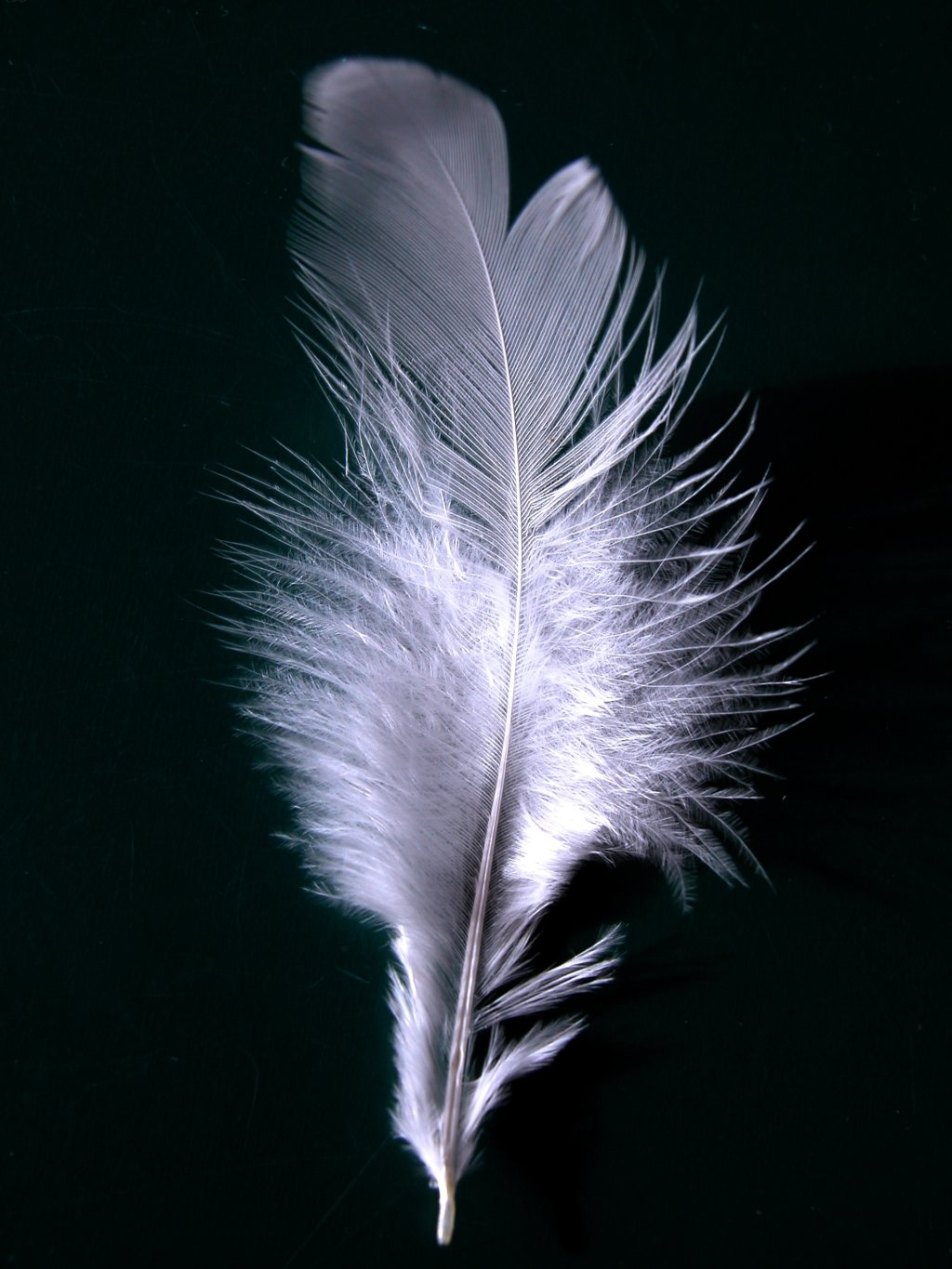
Біле перо

Біле перо — традиційний символ боягузтва у країнах колишньої Британської імперії і, особливо, у Британській армії. Найбільш відомою була практика вручення білого пір'я чоловікам, які не беруть участь у військових кампаніях, як знак звинувачення у боягузтві і соціального осуду.

## Походження
Ймовірно, це походить від півнячих боїв: вважається, що біле пір'я у хвості півня вказує на його погані бійцівські якості.

## Перша світова війна
У серпні 1914 року, коли почалася перша світова війна, британський адмірал Чарльз Фіцжеральд (англ. Charles Fitzgerald) виступив з ініціативою нагороджувати «Орденом Білого Пера» будь-якого чоловіка призовного віку, який не носить військову форму.
У британців у ті роки не було загального військового обов'язку, і армія потребувала добровольців. Ініціатива була активно підтримана патріотичною громадськістю, особливо деякими феміністками. Жінки і молоді дівчата-патріотки підходили до молодих людей без військової форми і чіпляли їм біле перо, як би кажучи: «Ти не справжній чоловік в моїх очах, а боягуз, що вирішив відсидітися на цивільці».
Ініціатива була досить ефективною. Суспільство було охоплене патріотичним поривом. Молоді люди, у яких ще залишалися якісь сумніви, отримавши біле перо від знайомих дівчат або родичок зазвичай не витримували такого сорому, і йшли на призовні ділянки.
Проте в 1916 році жителі Лондона в громадському транспорті вже часто сахалися від людей у польовій формі, боячись підчепити від них вош. Рядовий Ернест Аткинс (англ. Ernest Atkins), що приїхав у відпустку з фронту і ходив по місту у цивільному одязі, розповідав, що до нього в трамваї підійшла дівчина і піднесла біле перо. Нерви у хлопця не витримали, він ударив її по обличчю записником і сказав: «Я відвезу це перо своїм товаришам по службі в Іпр. Я в громадянці, тому що люди думають, що в польовій формі воші. Але навіть якщо б це було і так, вона була б наполовину менш вшива, ніж ти».

## Друга світова війна
На початку другої світової війни ця громадська кампанія у Британії теж проводилася, але вже з набагато меншим розмахом, і не була такою ефективною.

## Інші значення символу
Поза межами Британської імперії носіння білого пера може мати різний сенс: від прихильності пацифізму до демонстрації військової завзятості. У час В'єтнамської війни лісові патрулі морської піхоти США носили біле пір'я на касках або панамах. Зараз деякі пацифістські організації використовують біле перо як символ миру і ненасильства.

## У культурі
- Роман Чотири пера британського письменника А. Е. В. Мейсона і його екранізації: Чотири пера (фільм, 1939) , Чотири пера (фільм, 2002) .
- Серіал «Абатство Даунтон» (2011, реж. Брайан Келлі, Брайан Персівал, Бен Болт. 2 сезон, 1 серія)
- Фільм «Нижче Пагорба 60» (2010, реж. Джеремі Сімс)

## Ресурси Інтернету
- Order of the White Feather [Архівовано 1 вересня 2017 у Wayback Machine.]
- Peace Pledge Union